# Vara-Ebene
Die Vara-Ebene in der Gemeinde Vara ist ein landwirtschaftlich intensiv genutztes Flachland in Schweden. Diese ungewöhnlich flache Tonebene wird von dem Fluss Lidan sowie dessen Nebenflüssen entwässert, welche in der Regel in das Tonsediment Bergschluchten bis auf den festen Grund herunter ausgeschnitten haben.
Diese im Übrigen spärlich gesäten Bergschluchten sowie vereinzelte Kieshügel sind die einzigen topographischen Abbrüche in der ebenen Tonfläche.